# Eduardo Hay
Eduardo Leonardo Francisco de Sales Guadalupe del Sagrado Corazón de Jesús Hay Fortuño (Ciudad de México, 29 de enero de 1877-Ciudad de México, 27 de diciembre de 1941), conocido como Eduardo Hay, fue un militar, político y diplomático mexicano que, entre otras cosas, destacó por sus campañas militares durante la Revolución mexicana y como secretario de Guerra y Marina en un breve periodo de 1914 y secretario de Relaciones Exteriores de 1935 a 1940.

## Biografía

### Primeros años
Fue hijo de Guillermo Hay y de Josefina Fortuño. Nació el 29 de enero de 1877, siendo bautizado en la Iglesia de San Cosme y San Damián el 8 de febrero del mismo año.
Se graduó de ingeniero en la Universidad de Notre Dame en 1900. Fue socio fundador del Partido Antirreeleccionista en 1909. Fue jefe del estado mayor de don Francisco I. Madero en su primera campaña. En la Batalla de Casas Grandes fue herido, al defender a Madero, y perdió su ojo derecho y quedó prisionero del ejército. Fue jefe del estado mayor del General Antonio I. Villarreal. Se unió al grupo maderista en Ciudad Juárez luego de que se firmaron los tratados.

### Revolución mexicana
En agosto de 1911 es aceptado por Emiliano Zapata como gobernador provisional del estado de Morelos en los acuerdos entre Zapata y Madero en su reunión en Cuautla el 18 de agosto de 1911, acuerdos que no fueron respetados por el General Victoriano Huerta y el gobierno interino del Presidente de la Barra, por lo cual Eduardo Hay no fue instalado como gobernador.
General de Brigada con antigüedad del 11 de mayo de 1913.
Asistió a la Convención de Aguascalientes donde fue uno de los principales protagonistas. Eduardo Hay y el General Antonio I. Villarreal fueron los principales aspirantes a ser elegidos Presidente Interno por la convención hasta que estos fueron declarados inaceptables por los zapatistas. Formó junto con los Generales Álvaro Obregón, Antonio I. Villarreal y Eugenio Aguirre Benavides, la delegación enviada por la convención para que entregara en propia mano de Venustiano Carranza el acuerdo en que se disponía su cese como Primer Jefe del Ejército Constitucionalista y Encargado del Poder Ejecutivo. Carranza se negó a aceptar el cese y solo el General Aguirre Benavides decidió regresar a la convención y el resto apoyaron a Carranza en su lucha contra la convención.
Fue diputado federal a las XXVI (1912-1914) y XXVII (1917-1918) Legislaturas de Congreso de la Unión.

### Años posteriores
Fue secretario de Relaciones Exteriores en el gobierno de Lázaro Cárdenas. Apoyó al gobierno de la República Española y cuando lo solicitó, se le vendió armas. Derrotado el gobierno republicano se brindó asilo a los perseguidos y a los huérfanos. El 29 de marzo de 1937 807 personas que se encontraban asiladas en la Embajada de México, en Madrid, salierión de España bajo la protección de México. En junio del mismo año, México recibió a cerca de 500 niños huérfanos.
Fue brevemente sustituido por Ramón Beteta Quintana del 22 de septiembre al 4 de octubre de 1936.
Siendo Secretario de Relaciones Exteriores recibió la condecoración de la Cruz de Boyacá, en el Grado de gran oficial, del gobierno de la República de Colombia y recibió autorización del Congreso de la Unión para poder aceptar y usar la misma.
Entre los múltiples cargos que despeñó están:
- Inspector general de la Policía en la Presidencia de Madero
- Visitador general de Consulados de Europa (1911)
- Secretario de Guerra y Marina (1914) en el Gobierno de Venustiano Carranza
- Agente confidencial ante los gobiernos de las Repúblicas de Brasil, Perú, Colombia, Chile, Ecuador, Argentina y Venezuela (1914)
- Subsecretario de Agricultura y Fomento (1916)
- Enviado extraordinario y ministro plenipotenciario en Italia (1918-1923)
- Enviado extraordinario y ministro plenipotenciario en el Japón (1924-1925)
- Enviado extraordinario y ministro plenipotenciario en misión especial para asistir a la celebración del Centenario de la Independencia de Bolivia (1925)
- Subsecretario de Comunicaciones y Obras Públicas (1927)
- Embajador en Guatemala (1929)
- Director general de la Beneficencia Pública del D.F. (1929)
- Director general de Aduanas (1932-1933)
- Cónsul general de México en París (1934)
- Ministro de Relaciones Exteriores (1935-1940) en el Gobierno de Lázaro Cárdenas

Padre del doctor Eduardo Hay Sais, médico con especialidad en Ginecología, famoso esgrimista mexicano y quien integró el Comité Olímpico Mexicano.
Falleció en la Ciudad de México el 27 de diciembre de 1941.